# Medlánky flygplats
Medlánky flygplats är ett flygfält i staden Brno i Tjeckien. Fältet ligger 267 meter över havet.